# Morro de Santo Antônio
El Morro de Santo Antônio es un accidente geográfico ubicado en la ciudad de Río de Janeiro, Brasil. Se encuentra adyacente al Largo da Carioca.
El morro fue ocupado desde el siglo XVII por parte de los Franciscanos y familias pobres que llegaron buscando el amparo de la caridad de la orden. Luego el morro vería el nacimiento de una de las primeras favelas cariocas. En los años 1920 se inició su derrumbe buscando ampliar los espacios para el crecimiento urbano de la ciudad. A fines de los años 1950, se derrumbó la mayor parte del morro ante el aumento de las voces que pidieron su desaparición. El material extraído sirvió para formar el Parque do Flamengo. El área del antiguo morro ocupaba parte de la actual avenida República de Chile entre las rúas Lavradio, Carioca, Senador Dantas y Evaristo da Veiga.